# 渋川春海

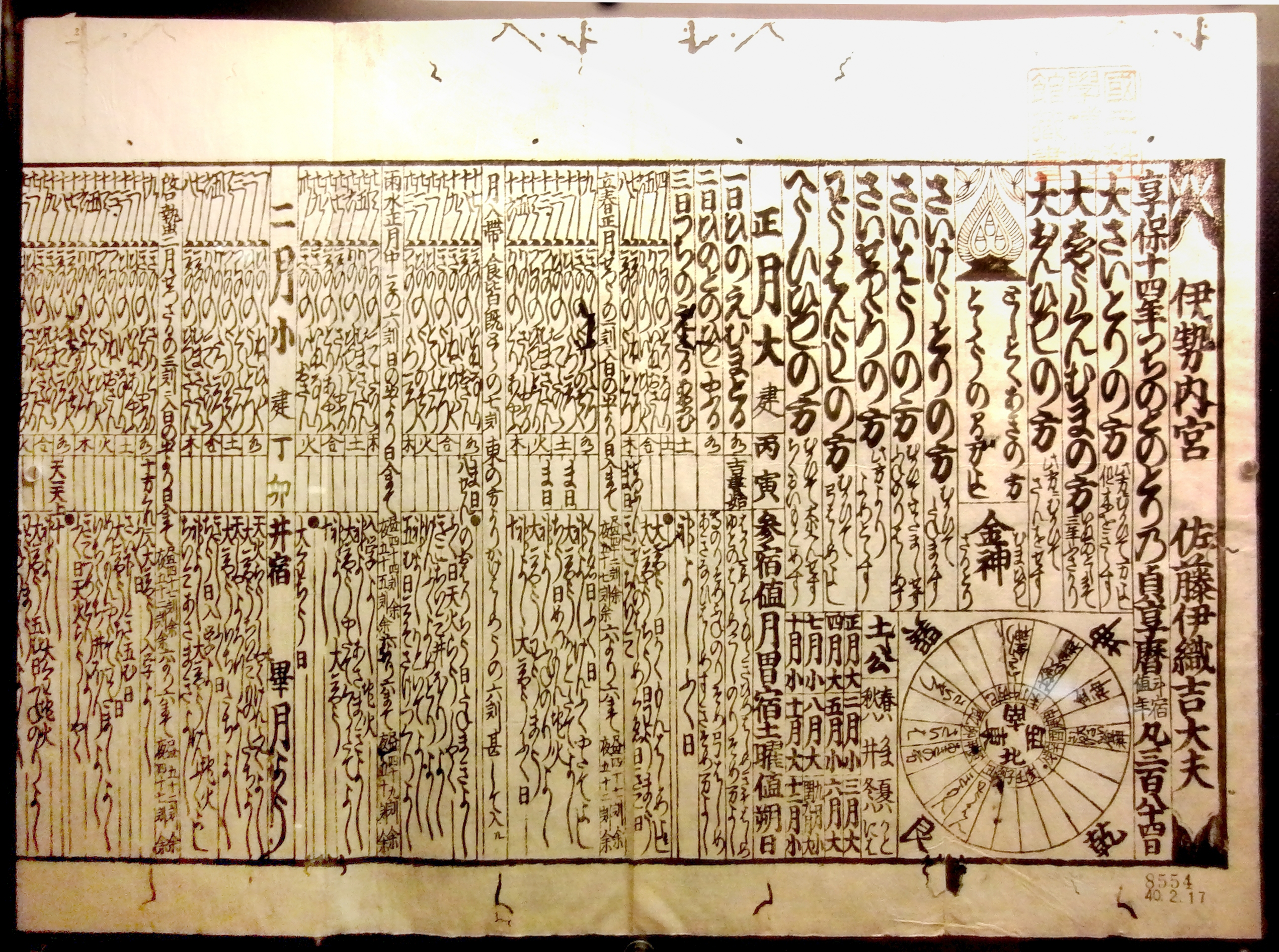
貞享暦。1729（享保14）年版。（国立科学博物館の展示）

渋川 春海（しぶかわ はるみ / しぶかわ しゅんかい、旧字体：澁川 春海󠄀、寛永16年閏11月3日〈1639年12月27日〉- 正徳5年10月6日〈1715年11月1日〉）は、江戸時代前期の天文暦学者、囲碁棋士、神道家。幼名は六蔵、諱は都翁（つつち）、字は春海、順正、通称は助左衛門、号は新蘆、霊社号は土守霊社。貞享暦の作成者。別名は安井 算哲（やすい さんてつ）。姓は安井から保井、さらに渋川に改姓した。

## 生涯

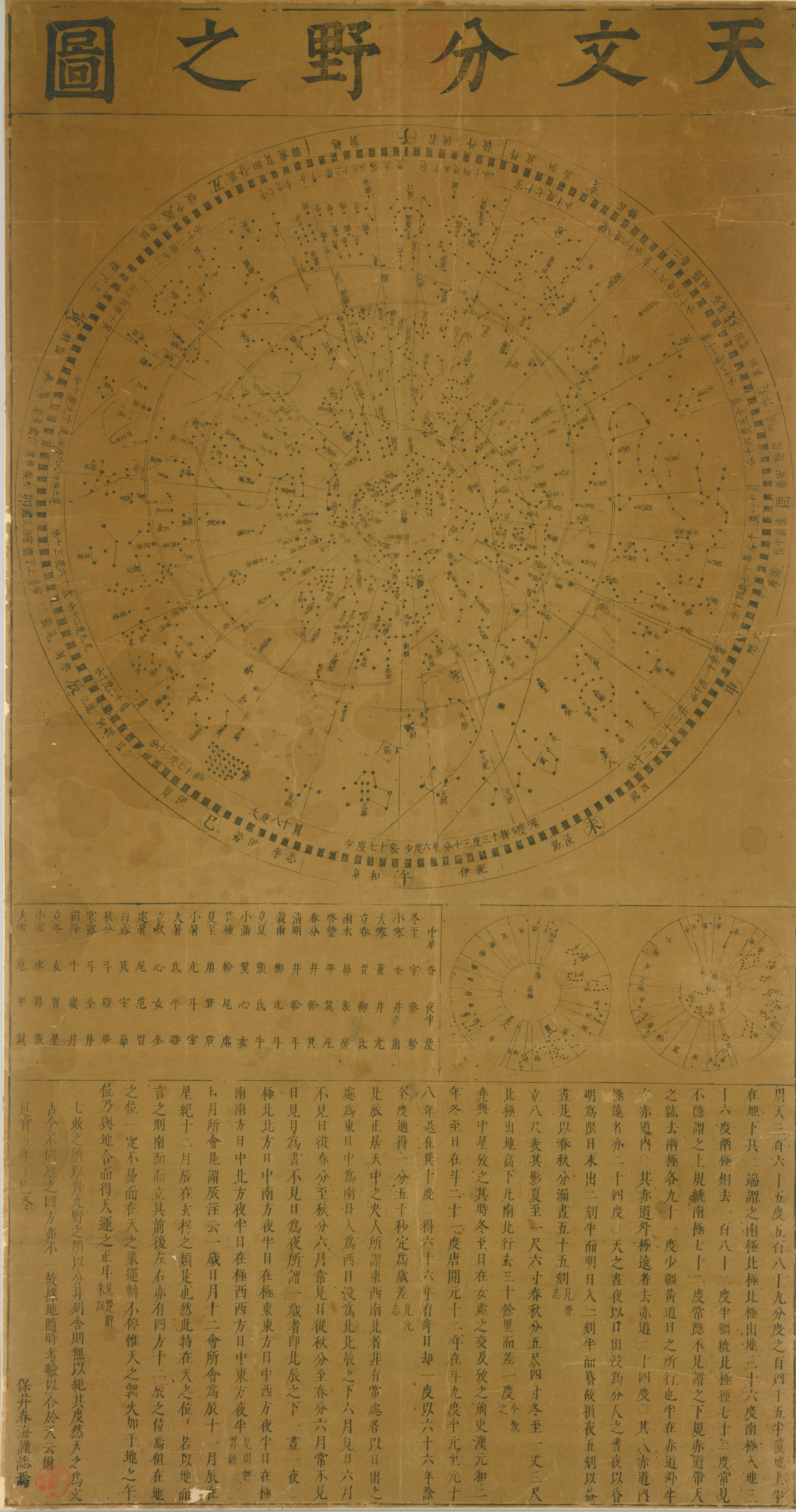
天文分野之圖。保井春海（渋川春海）著。延寶5年（1677年）。

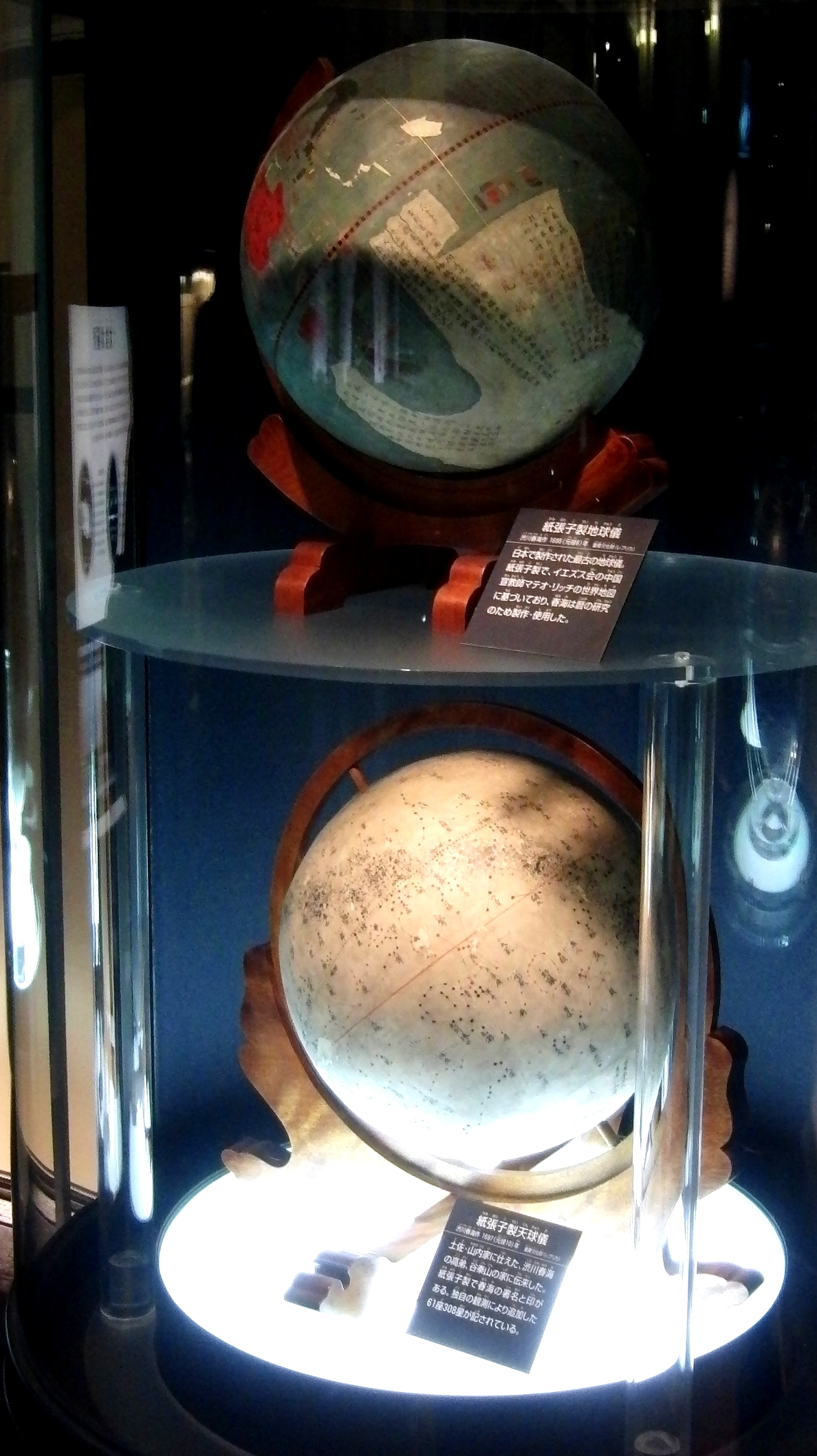
（上）渋川春海作の地球儀。1695年製。（下）渋川春海作の天球儀。1697年製。ともにレプリカ（国立科学博物館の展示）。

江戸幕府碁方の安井家・一世安井算哲の長子として京都四条室町に生まれた。慶安5年（1652年）、父の死により、二世安井算哲になったが、当時13歳であったため、安井家は一世算哲の養子・算知が継いで、算哲は保井（後に改字）姓を名乗った。秋冬は江戸に、春夏は京に住んだ。
そして万治2年（1659年）に21歳で幕府より禄を受け、御城碁に初出仕、本因坊道悦に黒番4目勝ちした。この後、算知、弟の知哲、算知の弟ともいわれる春知などとともに御城碁に出仕する。延宝6年（1678年）に本因坊道策が碁所に任じられた際には、これに先の手合、上手並み（七段）とされた。
数学・暦法を池田昌意（まさおき）に、天文暦学を岡野井玄貞・松田順承に、和漢の書および垂加神道を山崎闇斎に、土御門神道を土御門泰福に学んだ。21歳（1659年）の時に天体観測に基づいて中国四国地方の各地の緯度・経度を計測した。
当時の日本は貞観4年（862年）に唐よりもたらされた宣明暦を用いていた。宣明暦はかなりの誤差が生じていた。とくに、月食・日食の予報が天の運行に2日も遅れていた。春海は、1670年（寛文10年）32歳の時から天体を日夜観測、その結果をもとにして元の授時暦への改暦を願い出た。ところが、延宝3年（1675年）に春海が授時暦に基づいて算出した日食予報が失敗したことから、申請は却下された。
春海は失敗の原因を研究していくうちに、太陽の運行の遅速にかかわる基点（今日の天文学の用語でいえば近日点）が授時暦では冬至と一致すると仮定されていた（13世紀にはよい近似であった）がすでに移動していたことと、中国と日本には里差（今日でいう経度差）があり今日でいう時差が発生してしまうことに気づいた。そこで、授時暦に通じていた朱子学者の中村惕斎の協力を得ながら、自己の観測データをもとにして授時暦を日本向けに改良を加えて大和暦を作成した。春海は朝廷に大和暦の採用を求めたが、京都所司代・稲葉正往の家臣であった谷宜貞（一齋・三介とも。谷時中の子）が、春海の暦法を根拠のないものと非難して授時暦を一部修正しただけの明の大統暦を採用する詔勅を取り付けてしまう。これに対して春海は里差の存在を主張して、中国の暦をそのまま採用しても決して日本には適合しないと主張した。その後、春海は暦道の最高責任者でもあった泰福を説得して大和暦の採用に同意させ、3度目の上表によって大和暦は朝廷により採用されて貞享暦となった。これが日本初の国産暦となる。春海の授時暦に対する理解は同時代の関孝和よりも劣っていたという説もあるが、惕斎のような協力者を得られたことや、碁や神道を通じた徳川光圀や泰福ら有力者とのつながり、そして春海の丹念な観測の積み重ねに裏打ちされた暦学理論によって、改暦の実現を可能にしたとされている。
この功により貞享元年12月1日（1685年1月5日）に初代幕府天文方に250石をもって任ぜられ、碁方は辞した。以降、天文方は世襲となる。
囲碁の打ち方へも天文の法則をあてはめて、太極（北極星）の発想から初手は天元（碁盤中央）であるべきと判断している。寛文10年10月17日（1670年11月29日）の御城碁で本因坊道策との対局において実際に初手天元を打っており、「これでもし負けたら一生天元には打たない」と豪語した。しかしこの対局は9目の負けに終わり、それ以後、初手天元をあきらめることとなった。
貞享3年（1686年）、春海は幕府の命令で京都より家族とともに江戸麻布に移り住み、元禄2年（1689年）に本所に天文台の建設が認められた。1690年、52歳の時、日本で最初の地球儀（直径25センチメートル）と天球儀 を造った。1697年にも直径33センチメートルの地球儀を作っている。元禄5年（1692年）に幕府から武士身分が認められると蓄髪して安井助左衛門と名乗り、元禄15年（1702年）に渋川に改姓した。これは、先祖が河内国渋川郡を領していたが、播磨国安井郷に変わり、再び渋川の旧領に還ったためである。元禄16年（1703年）、天文台は更に駿河台に移された。著書に天文暦学においては『日本長暦』『三暦考』『貞享暦書』『天文瓊統』、神道においては『瓊矛拾遺』がある。
また、朝鮮の「天象列次分野之図」（1395）を参考に「天象列次之図」（1670）、「天文分野之図」（1677）という星図を著し、さらに星の位置を測定して「天文瓊統」に示すとともに、子の昔伊と作成した「天文成象」（1699）で図に表した。
改暦の際に「地方時」の存在を主張したように、彼は中国や西洋では地球が球体であるという考えがあることを知っており、地球儀をはじめ、天球儀・渾天儀・百刻環（赤道型日時計）などの天文機器を作成している。

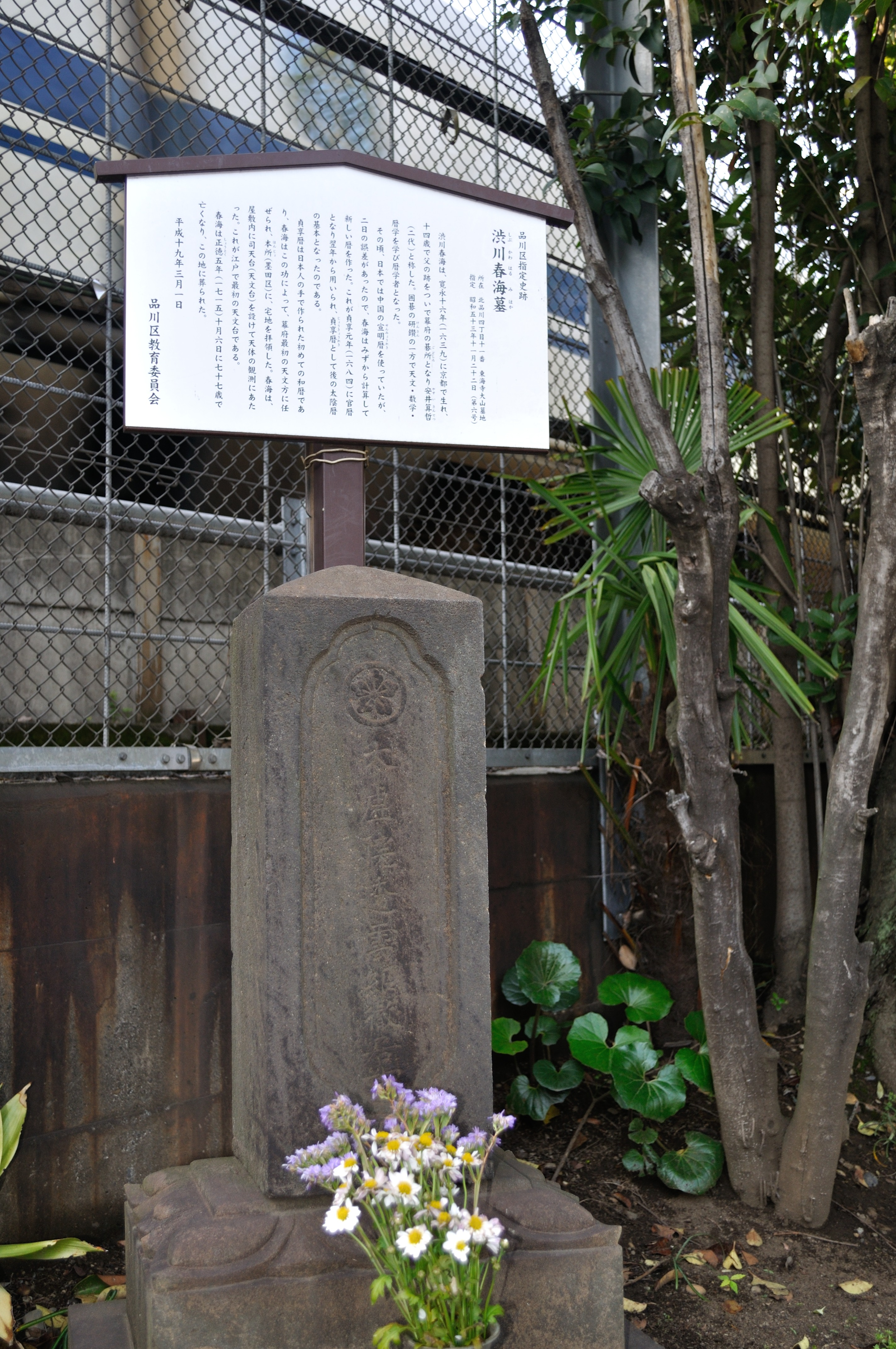
墓所（東京都品川区）

後に嫡男である昔尹に天文方の地位を譲ったが、正徳5年（1715年）に昔尹が子供のないまま急死すると、春海も後を追うように死去した。渋川家と天文方は春海の弟・知哲の次男敬尹が継承した。法号は本虚院透雲紹徹居士。墓は東京都品川区の東海寺大山墓地にある。明治40年（1907年）に改暦の功績によって従四位が贈位された。平成24年（2012年）、第9回囲碁殿堂入りが決まる。

## 系譜
- 父：安井算哲
- 母：不詳
- 妻：不詳
- 嫡男：渋川昔尹
- 継承者：渋川敬尹 - 安井知哲の次男

## 囲碁の戦績
御城碁
御城碁は天和3年（1684年）まで17局を勤めた。
- 万治2年（1659年） 先番4目勝 本因坊道悦
- 寛文4年（1664年） 先番中押負 本因坊道悦
- 寛文5年（1665年） 先番1目勝 本因坊道悦
- 寛文6年（1666年） 先番ジゴ 本因坊道悦
- 寛文7年（1667年） 先番4目負 本因坊道悦
- 寛文8年（1668年） 白番10目負 本因坊道策
- 寛文9年（1669年） 白番13目負 本因坊道策
- 寛文10年（1670年） 先番9目負 本因坊道策
- 寛文11年（1671年） 不明 本因坊道策
- 寛文12年（1672年） 先番10目負 本因坊道策
- 延宝元年（1673年） 白番12目負 本因坊道策
- 延宝2年（1674年） 先番6目負 本因坊道策
- 延宝3年（1675年） 先番16目負 本因坊道策
- 延宝4年（1676年） 先番10目負 本因坊道策
- 延宝7年（1679年） 先番3目負 本因坊道策
- 天和2年（1682年） 先番15目負 本因坊道策
- 天和3年（1683年） 白番13目負 井上道砂因碩

「天元の局」寛文10年10月17日（1670年11月29日） 安井算哲（先番） - 本因坊道策
（22手目まで）244手完、白9目勝

## 渋川春海が登場する作品

### 小説
- 名人碁所 著:江崎誠致（1982年9月1日、新潮社）ISBN 978-4103430018
- 算聖伝 著:鳴海風（2000年10月1日、新人物往来社）ISBN 978-4404028822
- 和算忠臣蔵 著:鳴海風（2001年12月1日、小学館）ISBN 978-4093873710
- 天地明察 著:冲方丁（2009年11月30日、角川書店）ISBN 978-4048740135

### 書籍
- 渋川春海の研究 著:西内雅（1940年、至文堂）
- 江戸の天文学者 星空を翔ける ‐幕府天文方、渋川春海から伊能忠敬まで‐ 著:中村士（2008年6月25日、技術評論社）ISBN 978-4774135151
- 澁川春海と谷重遠-双星煌論- 著:志水義夫（2015年3月13日、新典社）ISBN 978-4787968203
- 渋川春海 失われた暦を求めて 著:林淳（2018年12月3日、山川出版社）ISBN 978-4634548503
- 江戸の科学者 著:吉田光邦（2021年9月7日、講談社）ISBN 978-4065250587 - 関孝和・貝原益軒・渋川春海・杉田玄白・平賀源内など、伝記を通して江戸に花開いた科学や技術の発展の軌跡を紹介。

### 映画
- 天地明察（2012年、角川映画/松竹、演：岡田准一（V6））

### テレビ番組
- コズミックフロント☆NEXT 日本の暦を作った男 渋川春海（2019年11月7日、NHK BSプレミアム）[11]

## 著作
- 天文瓊統 巻之一
渋川春海編 中山茂校注『日本思想大系 63（近世科学思想 下）』岩波書店 1971年
- 天文分野之圖 （1677年）[12]

### 国の重要文化財
神宮奉納本として伊勢の神宮（三重県伊勢市）の収蔵する江戸時代の「渋川春海天文関係資料」12種は、1978年（昭和53年）6月15日付で国の重要文化財に一括で指定された。その後、天球儀と対をなす地球儀1基も追加で指定を受けた。
渋川春海天文関係資料 12種
- 『天文瓊統』自筆本 元禄十一年正月内宮奉納奥書 8冊
- 『日本長暦』自筆本 貞享二年夏内宮奉納奥書 2冊
- 『日本長暦』自筆本 元禄六年九月宮崎文庫奉納奥書 2冊
- 『日本長暦』自筆本 元禄五年正月応中川経晃需奥書 2冊
- 『日本書紀暦考』自筆本 （内宮奉納本） 1冊
- 『日本書紀暦考』自筆本 元禄五年正月応中川経晃需奥書 1冊
- 『両宮御鎮座古暦』自筆本 貞享元年九月奥書 1巻
- 『元禄二年七曜御暦』自筆本 元禄二年正月朔日奥書 1巻
- 『元禄三年具注暦』自筆本 元禄二年十一月朔日奥書 1巻
- 『元禄四年具注暦』自筆本 元禄三年冬日奥書 1巻
- 天球儀 元禄庚午（三年）在銘 1基
- 地球儀 1基[注 2]
  - 附 『貞享暦儀』 7冊 [注 3]
  - 附『日本古今交食考』 1冊
  - 附『春海先生実記』甲子（延享元年）書写奥書 1冊

## 関連文献
- 西内雅『渋川春海の研究』錦正社、1940年。（復刻1987年）
- 安藤如意、渡辺英夫『坐隠談叢』新樹社、1955年。
- 中村士、吉田忠「小特集 渋川春海没後300周年 : 渋川春海研究の新展開に向けて」『科学史研究』第54巻第276号、日本科学史学会、2016年、340頁、doi:10.34336/jhsj.54.276_340、ISSN 2188-7535、NAID 110010033415。